# 聖何塞米蘭達
聖何塞米蘭達是哥倫比亞的城鎮，位於該國東北部，由桑坦德省負責管轄，距離馬拉加6公里，始建於1915年9月8日，面積85平方公里，海拔高度2,381米，2005年人口4,731。
6°39′38″N 72°44′13″W / 6.66056°N 72.7369°W